# Kaprysy (album)
Kaprysy – piąty album studyjny polskiej piosenkarki Sanah. Wydawnictwo ukazało się 14 czerwca 2024 nakładem wytwórni muzycznej Magic Records w dystrybucji Universal Music Polska.
Album jest utrzymany w stylu muzyki pop. Składa się z wersji standardowej (1 CD), deluxe (1 CD), płyty analogowej (1 LP) i limitowanej płyty analogowej deluxe (2 LP).
Płyta dotarła do 1. miejsca polskiej listy sprzedaży – OLiS. Wydawnictwo uzyskało status diamentowej płyty, przekraczając liczbę 150 tysięcy sprzedanych kopii. Album był najlepiej sprzedającą się płytą w Polsce w 2024.
Promocję Kaprysów rozpoczęto w lutym 2024, wraz z premierą pierwszego promującego singla – „Hip hip hura!”. 25 kwietnia wydany został drugi utwór, „Śrubka”. Następnym singlem została piosenka „Było, minęło”. W październiku 2024 została wydana piosenka – „Miłość jest ślepa”.

## Lista utworów
| Kaprysy – Wersja standardowa | Kaprysy – Wersja standardowa | Kaprysy – Wersja standardowa            | Kaprysy – Wersja standardowa                                                                       | Kaprysy – Wersja standardowa |
| Nr                           | Tytuł utworu                 | Słowa                                   | Muzyka                                                                                             | Długość                      |
| ---------------------------- | ---------------------------- | --------------------------------------- | -------------------------------------------------------------------------------------------------- | ---------------------------- |
| 1.                           | „Hip hip hura!”              | Zuzanna Grabowska                       | Zuzanna Grabowska, Jakub Galiński                                                                  | 4:11                         |
| 2.                           | „Kaprys gis-moll”            | utwór instrumentalny                    | Zuzanna Grabowska, Thomas Martin Leithead-Docherty, Edward Leithead-Docherty                       | 0:27                         |
| 3.                           | „Miłość jest ślepa”          | Zuzanna Grabowska                       | Zuzanna Grabowska, Thomas Martin Leithead-Docherty, Edward Leithead-Docherty                       | 3:17                         |
| 4.                           | „Śrubka”                     | Zuzanna Grabowska                       | Zuzanna Grabowska, Piotr Madej                                                                     | 4:10                         |
| 5.                           | „Fafarafa”                   | Zuzanna Grabowska                       | Zuzanna Grabowska, Thomas Martin Leithead-Docherty, Edward Leithead-Docherty, Krzysztof Baranowski | 3:10                         |
| 6.                           | „Mleczna droga”              | Zuzanna Grabowska                       | Zuzanna Grabowska, Thomas Martin Leithead-Docherty, Edward Leithead-Docherty                       | 4:08                         |
| 7.                           | „Pańskie łzy to woda”        | Zuzanna Grabowska                       | Zuzanna Grabowska, Thomas Martin Leithead-Docherty, Edward Leithead-Docherty                       | 3:21                         |
| 8.                           | „O miłości”                  | Zuzanna Grabowska, Eliza Gryza-Ostatnik | Zuzanna Grabowska, Jakub Galiński                                                                  | 2:57                         |
| 9.                           | „Do kiedy jestem”            | Zuzanna Grabowska                       | Zuzanna Grabowska, Marek Dziedzic                                                                  | 3:20                         |
| 10.                          | „Talenty i mankamenty”       | Zuzanna Grabowska                       | Zuzanna Grabowska, Thomas Martin Leithead-Docherty, Edward Leithead-Docherty                       | 3:37                         |
| 11.                          | „Wiśta wio!”                 | Zuzanna Grabowska                       | Zuzanna Grabowska, Thomas Martin Leithead-Docherty, Edward Leithead-Docherty, Amy Macdonald        | 3:31                         |
| 12.                          | „Było, minęło”               | Zuzanna Grabowska                       | Zuzanna Grabowska, Thomas Martin Leithead-Docherty, Edward Leithead-Docherty                       | 3:27                         |
| 13.                          | „Aha (kwiecień 2020)”        | Zuzanna Grabowska                       | Zuzanna Grabowska, Arkadiusz Kopera                                                                | 3:10                         |
|                              |                              |                                         | | 42:46                        |

| Kaprysy – Wersja Deluxe | Kaprysy – Wersja Deluxe  | Kaprysy – Wersja Deluxe                 | Kaprysy – Wersja Deluxe                                                                            | Kaprysy – Wersja Deluxe |
| Nr                      | Tytuł utworu             | Słowa                                   | Muzyka                                                                                             | Długość                 |
| ----------------------- | ------------------------ | --------------------------------------- | -------------------------------------------------------------------------------------------------- | ----------------------- |
| 1.                      | „Intrada”                | utwór instrumentalny                    | Zuzanna Grabowska, Thomas Martin Leithead-Docherty, Edward Leithead-Docherty                       | 1:15                    |
| 2.                      | „Sad”                    | Zuzanna Grabowska                       | Zuzanna Grabowska, Arkadiusz Kopera                                                                | 2:57                    |
| 3.                      | „Talenty i mankamenty”   | Zuzanna Grabowska                       | Zuzanna Grabowska, Thomas Martin Leithead-Docherty, Edward Leithead-Docherty                       | 3:37                    |
| 4.                      | „Hip hip hura!”          | Zuzanna Grabowska                       | Zuzanna Grabowska, Jakub Galiński                                                                  | 4:11                    |
| 5.                      | „Nimbostratus”           | Zuzanna Grabowska                       | Zuzanna Grabowska, Jakub Galiński                                                                  | 3:15                    |
| 6.                      | „Kaprys gis-moll”        | utwór instrumentalny                    | Zuzanna Grabowska, Thomas Martin Leithead-Docherty, Edward Leithead-Docherty                       | 0:27                    |
| 7.                      | „Miłość jest ślepa”      | Zuzanna Grabowska                       | Zuzanna Grabowska, Thomas Martin Leithead-Docherty, Edward Leithead-Docherty                       | 3:17                    |
| 8.                      | „Śrubka”                 | Zuzanna Grabowska                       | Zuzanna Grabowska, Piotr Madej                                                                     | 4:10                    |
| 9.                      | „Wiśta wio!”             | Zuzanna Grabowska                       | Zuzanna Grabowska, Thomas Martin Leithead-Docherty, Edward Leithead-Docherty, Amy Macdonald        | 3:31                    |
| 10.                     | „Arco”                   | utwór instrumentalny                    | Zuzanna Grabowska, Thomas Martin Leithead-Docherty, Edward Leithead-Docherty                       | 1:21                    |
| 11.                     | „Mleczna droga”          | Zuzanna Grabowska                       | Zuzanna Grabowska, Thomas Martin Leithead-Docherty, Edward Leithead-Docherty                       | 4:08                    |
| 12.                     | „Było, minęło”           | Zuzanna Grabowska                       | Zuzanna Grabowska, Thomas Martin Leithead-Docherty, Edward Leithead-Docherty                       | 3:27                    |
| 13.                     | „Fafarafa”               | Zuzanna Grabowska                       | Zuzanna Grabowska, Thomas Martin Leithead-Docherty, Edward Leithead-Docherty, Krzysztof Baranowski | 3:10                    |
| 14.                     | „Pańskie łzy to woda”    | Zuzanna Grabowska                       | Zuzanna Grabowska, Thomas Martin Leithead-Docherty, Edward Leithead-Docherty                       | 3:21                    |
| 15.                     | „Spietruszam”            | Zuzanna Grabowska                       | Zuzanna Grabowska, Thomas Martin Leithead-Docherty, Edward Leithead-Docherty                       | 2:35                    |
| 16.                     | „O miłości”              | Zuzanna Grabowska, Eliza Gryza-Ostatnik | Zuzanna Grabowska, Jakub Galiński                                                                  | 2:57                    |
| 17.                     | „Do kiedy jestem”        | Zuzanna Grabowska                       | Zuzanna Grabowska, Marek Dziedzic                                                                  | 3:20                    |
| 18.                     | „Słodkiego miłego życzę” | Zuzanna Grabowska                       | Zuzanna Grabowska, Arkadiusz Kopera                                                                | 3:20                    |
| 19.                     | „Miałam taki kaprys!!!”  | Zuzanna Grabowska                       | Zuzanna Grabowska, Lorenzo Santarelli, Marco Salvaderi, Kende                                      | 3:09                    |
| 20.                     | „Coda”                   | utwór instrumentalny                    | Zuzanna Grabowska, Thomas Martin Leithead-Docherty, Edward Leithead-Docherty                       | 0:06                    |
|                         |                          |                                         | | 57:34                   |

Uwagi:
- W utworach: „Hip hip hura!” i „Było, minęło” tytuły piosenek są stylizowane na wszystkie małe litery;
- W utworze „Pańskie łzy to woda” gościnnie śpiewa Vito Bambino, a także wykorzystano fragment muzyki i tekstu piosenki „Ballada o pancernych”  (autorstwo: Agnieszka Osiecka i Adam Walaciński);
- W utworze „O miłości” gościnnie śpiewa Dawid Podsiadło.
- W utworze „Wiśta wio!” wykorzystano sample z piosenki „This Is the Life” w wykonaniu Amy Macdonald (autorstwo: Amy Macdonald).

## Twórcy
Opracowano na podstawie materiału źródłowego.
| - Zuzanna Grabowska – słowa, muzyka, śpiew, chórki - Jakub Galiński – miksowanie, produkcja utworów „Hip hip hura!”, „O miłości”, „Nimbostratus” - Thomas Martin Leithead-Docherty – muzyka i produkcja utworów „Kaprys gis-moll”, „Miłość jest ślepa”, „Fafarafa”, „Mleczna droga”, „Pańskie łzy to woda”, „Talenty i mankamenty”, „Wiśta wio!”, „Było, minęło”, „Intrada”, „Arco”, „Spietruszam” i „Coda” - Edward Leithead-Docherty – muzyka w utworach „Kaprys gis-moll”, „Miłość jest ślepa”, „Fafarafa”, „Mleczna droga”, „Pańskie łzy to woda”, „Talenty i mankamenty”, „Wiśta wio!”, „Było, minęło”, „Intrada”, „Arco”, „Spietruszam” i „Coda” - Piotr Madej – muzyka, produkcja, miksowanie utworu „Śrubka” - Krzysztof Baranowski – muzyka, gitary w utworze „Fafarafa”, chórki w utworze „Miałam taki kaprys!!!” - Marek Dziedzic – muzyka, produkcja, miksowanie utworu „Do kiedy jestem” - Amy Macdonald – muzyka w utworze „Wiśta wio!” - Arkadiusz Kopera – muzyka, produkcja, miksowanie utworów „Aha (kwiecień 2020)”, „Sad” i „Słodkiego miłego życzę” |  | - Lorenzo Santarelli – muzyka, produkcja utworu „Miałam taki kaprys!!!” - Marco Salvaderi – muzyka, produkcja utworu „Miałam taki kaprys!!!” - Kende – muzyka, produkcja utworu „Miałam taki kaprys!!!” - Millenium Mixing – miksowanie, mastering utworów „Kaprys gis-moll”, „Miłość jest ślepa”, „Śrubka”, „Fafarafa”, „Mleczna droga”, „Pańskie łzy to woda”, „O miłości” „Talenty i mankamenty”, „Wiśta wio!”, „Było, minęło”, „Intrada”, „Nimbostratus” „Arco”, „Spietruszam”, „Miałam taki kaprys!!!” i „Coda”, mastering utworów „Hip hip hura!”, „Do kiedy jestem”, „Aha (kwiecień 2020)”, „Sad” i „Słodkiego miłego życzę” - Rafał Rozmus – aranżacja partii instrumentów dętych w utworze „Intrada” - Dominik Trębski – trąbka w utworze „Hip hip hura!” - Patryk Walczak – akordeon w utworze „Hip hip hura!” - Piotr Bogutyn – gitary w utworach „Hip hip hura!”, „Mleczna droga”, „Wiśta wio!” - Eliza Gryza-Ostatnik – słowa w utworze „O miłości” - Mateusz Dopieralski – gościnnie śpiew w utworze „Pańskie łzy to woda” - Dawid Podsiadło – gościnnie śpiew w utworze „O miłości” - Paweł Odoszewski – chórki w utworze „Miałam taki kaprys!!!”, fortepian w utworach „Miłość jest ślepa (pianinkowe)”, „Talenty i mankamenty (pianinkowe)”, „Było, minęło (pianinkowe)”, „Mleczna droga (pianinkowe)”, „Nimbostratus (pianinkowe)”, „Wiśta wio! (pianinkowe)”, „Śrubka (pianinkowe)”, „Pańskie łzy to woda (pianinkowe)”, „Do kiedy jestem (pianinkowe)”, „Miałam taki kaprys!!! (pianinkowe)”, „Hip hip hura! (pianinkowe)”, „Spietruszam (pianinkowe)”, „Słodkiego miłego życzę (pianinkowe)”, „Aha (kwiecień 2020) (pianinkowe)” - Emil Wolski – chórki w utworze „Miałam taki kaprys!!!” - Jan Kamiński – chórki w utworze „Miałam taki kaprys!!!” - Franciszek Żyżelewicz – chórki w utworze „Miałam taki kaprys!!!” - Franciszek Kwiecień – chórki w utworze „Miałam taki kaprys!!!” - Jakub Zehner – chórki w utworze „Miałam taki kaprys!!!” |

## Pozycje na listach sprzedaży
| Kraj   | Lista (2024)             | Najwyższa pozycja |
| ------ | ------------------------ | ----------------- |
| Polska | OLiS – albumy            | 1                 |
| Polska | OLiS – albumy fizycznie  | 1                 |
| Polska | OLiS – albumy w streamie | 1                 |
| Polska | OLiS – albumy – winyle   | 1                 |

| Kraj   | Lista (2024)             | Pozycja |
| ------ | ------------------------ | ------- |
| Polska | OLiS – albumy            | 1       |
| Polska | OLiS – albumy fizycznie  | 1       |
| Polska | OLiS – albumy w streamie | 13      |
| Polska | OLiS – albumy – winyle   | 12      |

## Certyfikat
| Kraj          | Certyfikat       | Sprzedaż |
| ------------- | ---------------- | -------- |
| Polska (ZPAV) | diamentowa płyta | 150 000+ |

## Wyróżnienia
| Rok  | Konkurs                 | Kategoria       | Rezultat |
| ---- | ----------------------- | --------------- | -------- |
| 2025 | Bestsellery Empiku 2024 | Muzyka pop/rock | Wygrana  |

## Pianinkowe kaprysy
Pianinkowe kaprysy – album polskiej piosenkarki Sanah. Wydawnictwo ukazało się 30 sierpnia 2024 nakładem wytwórni muzycznej Magic Records w dystrybucji Universal Music Polska.
Album jest utrzymany w stylu muzyki pop i zawiera utwory tzw. „pianinkowe”, znajdujące się na Kaprysach. Składa się z wersji standardowej (1 CD) i płyty analogowej (1 LP).
Płyta dotarła do 1. miejsca polskiej listy sprzedaży – OLiS. Wydawnictwo uzyskało status złotej płyty, przekraczając liczbę 15 tysięcy sprzedanych kopii.

### Lista utworów
| Kaprysy – Wersja Pianinkowe kaprysy | Kaprysy – Wersja Pianinkowe kaprysy | Kaprysy – Wersja Pianinkowe kaprysy | Kaprysy – Wersja Pianinkowe kaprysy                                                         | Kaprysy – Wersja Pianinkowe kaprysy |
| Nr                                  | Tytuł utworu                        | Słowa                               | Muzyka                                                                                      | Długość                             |
| ----------------------------------- | ----------------------------------- | ----------------------------------- | ------------------------------------------------------------------------------------------- | ----------------------------------- |
| 1.                                  | „Miłość jest ślepa”                 | Zuzanna Grabowska                   | Zuzanna Grabowska, Thomas Martin Leithead-Docherty, Edward Leithead-Docherty                | 3:15                                |
| 2.                                  | „Talenty i mankamenty”              | Zuzanna Grabowska                   | Zuzanna Grabowska, Thomas Martin Leithead-Docherty, Edward Leithead-Docherty                | 3:27                                |
| 3.                                  | „Było, minęło”                      | Zuzanna Grabowska                   | Zuzanna Grabowska, Thomas Martin Leithead-Docherty, Edward Leithead-Docherty                | 3:37                                |
| 4.                                  | „Mleczna droga”                     | Zuzanna Grabowska                   | Zuzanna Grabowska, Thomas Martin Leithead-Docherty, Edward Leithead-Docherty                | 4:09                                |
| 5.                                  | „Nimbostratus”                      | Zuzanna Grabowska                   | Zuzanna Grabowska, Jakub Galiński                                                           | 2:54                                |
| 6.                                  | „Wiśta wio!”                        | Zuzanna Grabowska                   | Zuzanna Grabowska, Thomas Martin Leithead-Docherty, Edward Leithead-Docherty, Amy Macdonald | 4:45                                |
| 7.                                  | „Śrubka”                            | Zuzanna Grabowska                   | Zuzanna Grabowska, Piotr Madej                                                              | 4:13                                |
| 8.                                  | „Pańskie łzy to woda”               | Zuzanna Grabowska                   | Zuzanna Grabowska, Thomas Martin Leithead-Docherty, Edward Leithead-Docherty                | 3:36                                |
| 9.                                  | „Do kiedy jestem”                   | Zuzanna Grabowska                   | Zuzanna Grabowska, Marek Dziedzic                                                           | 3:17                                |
| 10.                                 | „Miałam taki kaprys!!!”             | Zuzanna Grabowska                   | Zuzanna Grabowska, Lorenzo Santarelli, Marco Salvaderi, Kende                               | 2:59                                |
| 11.                                 | „Hip hip hura!”                     | Zuzanna Grabowska                   | Zuzanna Grabowska, Jakub Galiński                                                           | 4:08                                |
| 12.                                 | „Spietruszam”                       | Zuzanna Grabowska                   | Zuzanna Grabowska, Thomas Martin Leithead-Docherty, Edward Leithead-Docherty                | 2:33                                |
| 13.                                 | „Słodkiego miłego życzę”            | Zuzanna Grabowska                   | Zuzanna Grabowska, Arkadiusz Kopera                                                         | 2:52                                |
| 14.                                 | „Aha (kwiecień 2020)”               | Zuzanna Grabowska                   | Zuzanna Grabowska, Arkadiusz Kopera                                                         | 3:24                                |
|                                     |                                     |                                     |                                                                                             | 49:09                               |

Uwagi:
- We wszystkich utworach występuje dopisek „pianinkowe”.

### Pozycje na listach sprzedaży
| Kraj   | Lista (2024)             | Najwyższa pozycja |
| ------ | ------------------------ | ----------------- |
| Polska | OLiS – albumy            | 1                 |
| Polska | OLiS – albumy fizycznie  | 2                 |
| Polska | OLiS – albumy w streamie | 11                |
| Polska | OLiS – albumy – winyle   | 3                 |

| Kraj   | Lista (2024)            | Pozycja |
| ------ | ----------------------- | ------- |
| Polska | OLiS – albumy fizycznie | 87      |

### Certyfikat
| Kraj          | Certyfikat  | Sprzedaż |
| ------------- | ----------- | -------- |
| Polska (ZPAV) | złota płyta | 15 000+  |